# Caterina Albert
Caterina Albert (känd under pseudonymen Víctor Català), född 1869 och död 1966, var en nykatalansk novellförfattarinna, tillhörande ruralismen.
Albert slog igenom med sina Drames rurals (1902), Det starkaste av hennes senare arbeten är Caires vius (1907), ur vilken en novell har översatts till svenska av K. A. Hagberg, publicerade i Modärna trubadurer (1917).